# Gargaz
Gargaz bezeichnet einen indischen Stachelstreitkolben (englisch Garz, Gargaz). Es ist ein Streitkolben aus Indien, der Ähnlichkeit mit dem Morgenstern hat.

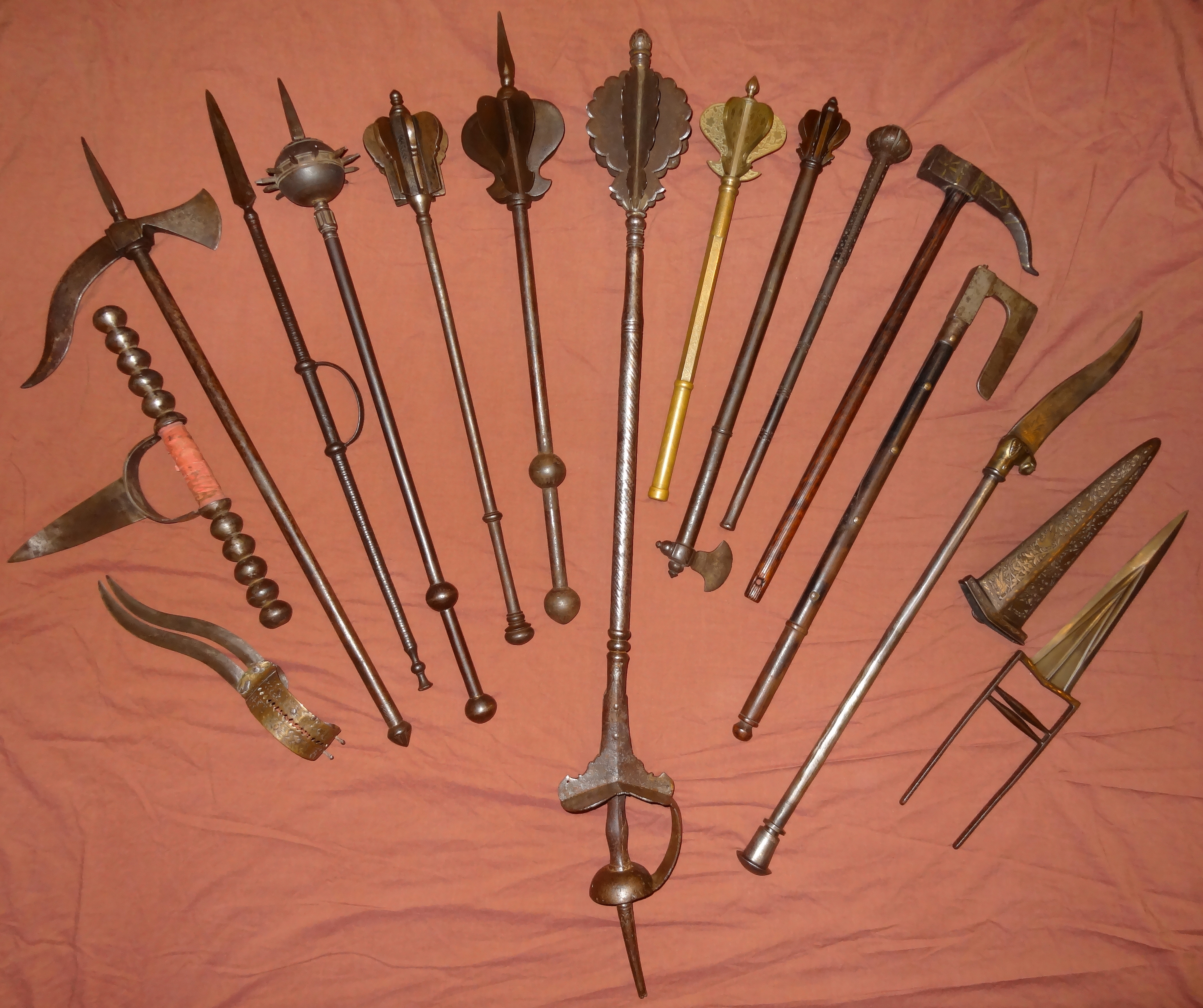
Auswahl von typischen indischen Handwaffen. Die Fünfte von links: ein Gargaz mit Stacheln an der Mittellinie.

## Beschreibung
Der Gargaz hat einen geraden, runden Schaft. Der Schlagkopf ist meist rund und innen hohl gearbeitet. An seiner Außenseite befinden sich scharfe und gehärtete Stacheln, die auf verschiedene Weise angeordnet sind. Diese Stacheln können gleichmäßig um den gesamten Schlagkopf herum verteilt oder in einer Mittellinie um den Schlagkopf herum angeordnet sein. Der Schaft besteht im Ganzen aus Metall. Das Heft kann auch wie der Griff eines indischen Schwertes (Khanda oder Talwar) geformt sein. Je nach Version ist an der Schlagkopfspitze eine Dolchklinge angebracht. Weiter indische Bezeichnungen wie Gorz, Garz, Gargaz oder Gerz beziehen sich auf verschiedene Formen dieser Streitkolben. Der Gargaz wurde von Kriegerkasten in Indien benutzt. Nach Angaben von Laking entstanden im 16. Jahrhundert Streitkolben in Europa, deren Form sich stark an indischen Stachelstreitkolben vom Typ Gargaz orientiert haben.